# Dasybasis neocirrus
Dasybasis neocirrus är en tvåvingeart som först beskrevs av Ricardo 1917.  Dasybasis neocirrus ingår i släktet Dasybasis och familjen bromsar. Inga underarter finns listade i Catalogue of Life.